# Uvea (anatomia)
L'uvea è la tonaca media dell'occhio, uno strato pigmentato interposto tra la tonaca fibrosa e la tonaca nervosa o retina. 

Schema dell'anatomia oculare.
1. Camera posteriore e
2. Camera anteriore con umor acqueo,
3. Cornea,
4. Pupilla,
5. Uvea con
6. Iride,
7. Corpo ciliare e
8. Coroide,
9. Sclera,
10. Legamento sospensorio del cristallino,
11. Cristallino,
12. Corpo vitreo,
13. Canale ialoideo,
14. Retina,
16. Fovea,
17. Papilla ottica,
18. Nervo ottico,
19. Vasi retinici

Ha principalmente una funzione vascolare e di nutrimento del bulbo oculare.
Il nome probabilmente deriva da un riferimento al suo colore rosso scuro-violaceo e grandezza simile al chicco d'uva quando estratto intatto dall'occhio del cadavere.
È chiamata anche strato uveale, rivestimento uveale  e  tratto uveale.
È divisa anatomicamente in tre porzioni, elencate in ordine anteroposteriore: iride, corpo ciliare, coroide.

## Iride

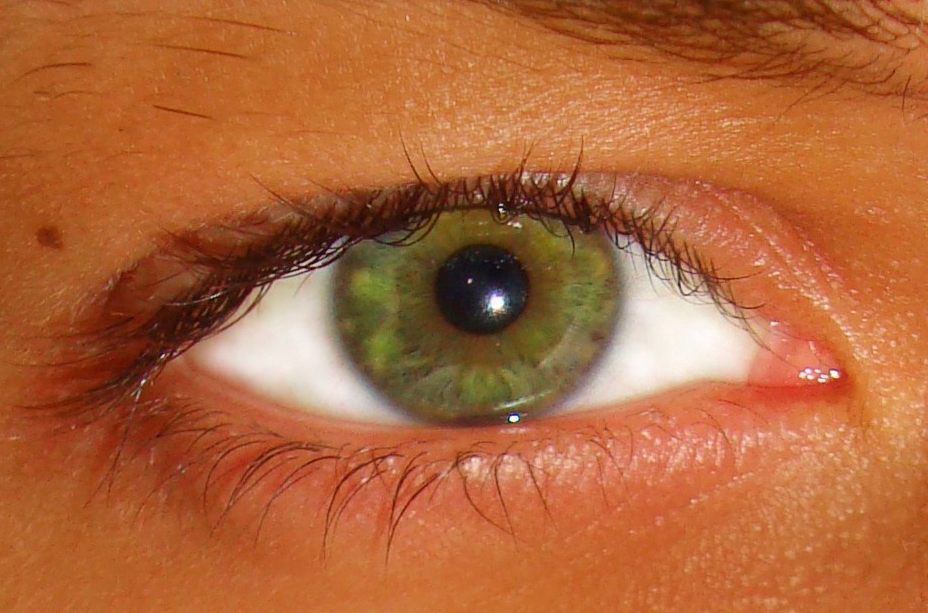
Iride umana verde

L'iride è il segmento anteriore dell'uvea, a forma di disco posto davanti al cristallino, con il quale prende contatto separando quindi la camera anteriore dalla camera posteriore dell'occhio. La sua porzione centrale è la pupilla, un'apertura circolare il cui diametro varia a seconda del tono dei muscoli presenti nell'iride stessa.
Costituita da tre strati:
- endotelio: riveste la faccia anteriore dell'iride, è discontinuo, infatti manca nelle porzioni incavate della faccia anteriore, dette cripte.
- stroma: è la porzione più abbondante, principalmente formata da connettivo di tipo fibrillare abbondantemente vascolarizzato e innervato. Comprende i fasci muscolari del muscolo sfintere della pupilla, fondamentale per il fenomeno della miosi o restringimento pupillare.
- epitelio: diviso in epitelio esterno ed epitelio interno; l'esterno comprende fibre mioepiteliali che costituiscono il muscolo dilatatore della pupilla, esteso dal margine ciliare al margine pupillare dell'iride. La sua contrazione permette il fenomeno della midriasi.

L'epitelio interno ha granuli di pigmento, responsabili delle diverse tonalità di colore dell'iride.

## Corpo ciliare
Il corpo ciliare è un segmento circolare che si estende dall'iride alla coroide, dalla quale è separata da un solco detto ora serrata.
Presenta numerosi rilievi, i processi ciliari, separati l'uno dall'altro da piccole infossature dette vallecule dalle quali si dipartono i filamenti che si uniscono alla corteccia del cristallino, costituendo la zonula ciliare di Zinn.

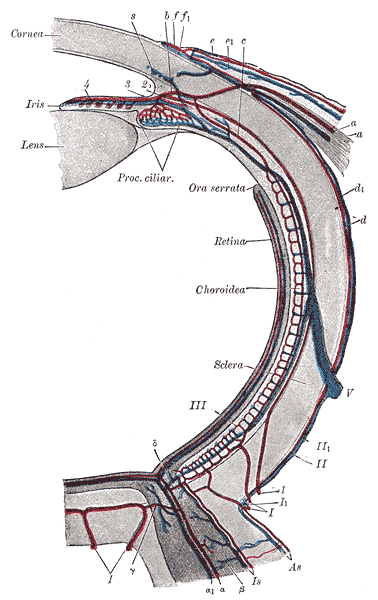
Vascolarizzazione dell'occhio

Lo possiamo dividere in tre porzioni:
- pars plicata: la corona ciliare;
- pars plana: l'orbicolo ciliare;
- muscolo ciliare: costituito da miocellule divise in un fascio a fibre longitudinali e uno a fibre circolari, responsabile dell'accomodamento visivo.

## Coroide
È la lamina che riveste posteriormente il bulbo oculare, internamente rispetto alla sclera, dall'ingresso del nervo ottico all'ora serrata della retina.

## Patologia
Le principali patologie sono: uveite, coroidite, irite, melanoma uveale.